# Anversien
L'Anversien est une période géologique caractérisant certains sous-sols des environs d’Anvers en Belgique.
Cette période géologique et géographique se situe globalement lors du Miocène moyen. L'utilisation de ce découpage géologique, qui ne correspond pas à une période précise, est déconseillée et obsolète.